# Pedro Cantarero Verger
Pedro Cantarero Verger (1958) és un pedagog i polític balear, diputat al Congrés dels Diputats en la VI Legislatura.
Llicenciat en Ciències de l'Educació, DEA en Comercialització i Investigació de Mercats, Màster en Recursos Humans. Màster en Societat de la Informació i del Coneixement, Postgraduat en Gestió dels Recursos per a Persones amb Dependència i diplomat en Professorat d'EGB, ha treballat com a director de centres escolars, com a funcionari de la Comunitat Autònoma de les Illes Balears i del Consell de Mallorca. Militant del Partit Popular, fou elegit diputat a les eleccions generals espanyoles de 1996, on ha estat Secretari Primer de la Comissió d'Educació i Cultura del Congrés dels Diputats, i regidor de l'ajuntament de Calvià a les eleccions municipals espanyoles de 1999. També ha representat el govern balear a Fundesco i a la FREREF.
Ha estat director de la Residència Bonanova de Palma i d'altres, així com cap d'Adopcions i cap del Departament de Recursos Humans, Informàtica i Telecomunicacions de l'Institut Mallorquí d'Afers Socials del Consell de Mallorca. El 2007 fou nomenat director de Recursos Humans a l'ajuntament de Marratxí. Des de 2015 és ambaixador de la UOC i és membre del Grup de Treball sobre el Canvi Climàtic al Congrés dels Diputats.
Publicacions:
Comparació i anàlisi d'algunes condicions laborals en distints sectors. Estudi en l'àmbit de les Residències de Persones Majors de l'illa de Mallorca. Editorial Académica Española (2012). Saarbrücken, Alemania.
Aproximación a la problemática de la depresión. Depresión infantil, adolescente, adulta y senil. Editorial Académica Española (2015). Saarbrücken, Alemania.
Estrategias de liderazgo y modelos de gestión en el ámbito de los SS. Herramientas de medición y análisis de la gestión de los servicios sociales. Editorial Académica Española (2016). Saarbrücken, Alemania.
Dirigir personas. Elaboración de un plan estratégico para los primeros cien días de mandato de la nueva dirección de recursos humanos. Editorial Académica Española (2023). London. Reino Unido.
El comportamiento en el ámbito laboral. Aproximación a la comprensión de la conducta de las personas que trabajan en una organización. Editorial Académica Española (2024). London. Reino Unido.